# Liste der Monuments historiques in Mattaincourt
Die Liste der Monuments historiques in Mattaincourt führt die Monuments historiques in der französischen Gemeinde Mattaincourt auf.

## Liste der Immobilien
| Bezeichnung                | Beschreibung                       | Standort                      | Kennzeichnung | Schutzstatus | Datum | Bild           |
| -------------------------- | ---------------------------------- | ----------------------------- | ------------- | ------------ | ----- | -------------- |
| Basilika St-Pierre-Fourier | aus der Mitte des 18. Jahrhunderts | Rue du Général Leclerc (Lage) | PA00107199    | Inscrit      | 1984  | weitere Bilder |

## Liste der Objekte
| Bezeichnung                                    | Beschreibung                                                                 | Standort                                 | Kennzeichnung | Schutzstatus | Datum | Bild |
| ---------------------------------------------- | ---------------------------------------------------------------------------- | ---------------------------------------- | ------------- | ------------ | ----- | ---- |
| Kirchenbänke                                   | Holz, Gusseisen, 1852                                                        | in der Basilika St-Pierre-Fourier (Lage) | PM88000544    | Classé       | 1982  |      |
| Gemälde Porträt von Charles Hadol              | Ölfarbe auf Leinwand, 1884                                                   | in der Basilika St-Pierre-Fourier (Lage) | PM88001571    | Inscrit      | 1981  |      |
| Monstranz                                      | Silber, Messing, vergoldet, Glas, 1717                                       | in der Basilika St-Pierre-Fourier (Lage) | PM88001574    | Inscrit      | 2006  |      |
| Skulptur Madonna mit Kind                      | Stein, 17. Jahrhundert                                                       | in der Basilika St-Pierre-Fourier (Lage) | PM88001061    | Classé       | 1994  |      |
| Chorgestühl                                    | Holz, 1852                                                                   | in der Basilika St-Pierre-Fourier (Lage) | PM88000543    | Classé       | 1982  |      |
| Statuenreliquiar Madonna                       | Holz, farbig gefasst, Silber, vergoldet, perlen, 17. Jahrhundert             | im Museum (Lage)                         | PM88001587    | Inscrit      | 2006  |      |
| Banner zur Heiligsprechung von Pierre Fourier  | Seide, Metallfaden, 1897                                                     | im Museum (Lage)                         | PM88001580    | Inscrit      | 2006  |      |
| Grabstein des heiligen Pierre Fourier          | Stein, Kupfer, 1735                                                          | in der Basilika St-Pierre-Fourier (Lage) | PM88000540    | Classé       | 1956  |      |
| Kanzel                                         | Holz, 1852                                                                   | in der Basilika St-Pierre-Fourier (Lage) | PM88000542    | Classé       | 1982  |      |
| Reliquienbüste des heiligen Aper               | Holz, farbig gefasst, 18. Jahrhundert                                        | im Museum (Lage)                         | PM88001577    | Inscrit      | 2006  |      |
| Gemälde La Bure                                | Ölfarbe auf Leinwand, 1884                                                   | im Museum (Lage)                         | PM88001579    | Inscrit      | 2006  |      |
| Baldachin des Hauptaltars                      | Gusseisen, 1852                                                              | in der Basilika St-Pierre-Fourier (Lage) | PM88000541    | Classé       | 1982  |      |
| Schrein des heiligen Pierre Fourier            | Holz, vergoldet, 18. Jahrhundert                                             | in der Basilika St-Pierre-Fourier (Lage) | PM88000545    | Classé       | 1982  |      |
| Gemälde Verklärung des heiligen Pierre Fourier | Ölfarbe auf Leinwand, vergoldeter Holzrahmen, 1734                           | im Museum (Lage)                         | PM88001196    | Classé       | 2008  |      |
| Reliquienbüste des heiligen Liborius           | Holz, farbig gefasst, 18. Jahrhundert                                        | in der Basilika St-Pierre-Fourier (Lage) | PM88001575    | Inscrit      | 2006  |      |
| Sechs Gemälde zum Leben des heiligen Aper      | Ölfarbe auf Leinwand, erste Hälfte des 19. Jahrhunderts; Holzrahmen, um 1859 | in der Basilika St-Pierre-Fourier (Lage) | PM88001576    | Inscrit      | 2006  |      |
| Skulptur Jesuskind                             | Holz, farbig gefasst, 18. Jahrhundert                                        | im Museum (Lage)                         | PM88001578    | Inscrit      | 2006  |      |